# Victoria Ocampo

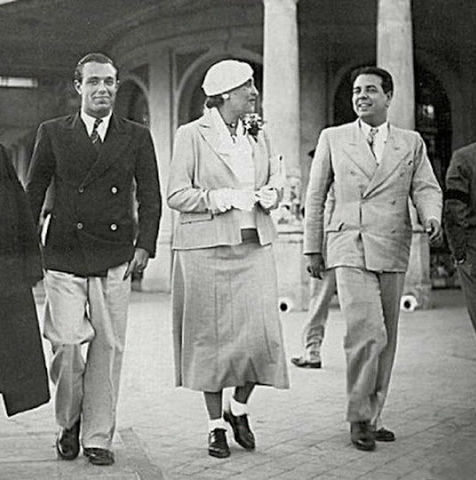
Adolfo Bioy Casares, Victoria Ocampo i Jorge Luis Borges, 1935 rok

Victoria Ocampo, właśc. Ramona Victoria Epifanía Rufina Ocampo (ur. 7 kwietnia 1890 Buenos Aires, zm. 27 stycznia 1979 w San Isidro) – argentyńska eseistka, intelektualistka, założycielka i redaktorka czasopisma literackiego „Sur” i wydawnictwa o tym samej nazwie.

## Życiorys
Urodziła się 7 kwietnia 1890 roku w Buenos Aires, w zamożnej rodzinie. Jedną z jej sióstr była pisarka Silvina Ocampo. Poza językiem francuskim, którego nauczyła się we Francji, Ocampo władała także angielskim i włoskim. W 1809 roku uczęszczała w Paryżu na wykłady Henriego Bergsona.
Próbując wydostać się spod ograniczeń nałożonych przez rodzinę i oczekiwań społecznych wobec kobiet w jej otoczeniu, Ocampo znalazła ujście w pisaniu. Jej pierwsze dwie publikacje dotyczyły Boskiej komedii Dantego. W przeciągu życia opublikowała prawie dwadzieścia książek, przede wszystkim zbiorów esejów. Jej korespondencja, którą prowadziła z takimi postaciami świata kultury, jak Ernest Ansermet, Roger Caillois, Albert Camus, Pierre Drieu la Rochelle, Graham Greene, Ricardo Güiraldes, Aldous Huxley, Gabriela Mistral, José Ortega y Gasset, Vita Sackville-West, Igor Strawinski, Paul Valéry czy Virginia Woolf, znajduje się w zbiorach Houghton Library należącej do Uniwersytetu Harvarda.
W 1931 roku założyła wpływowe czasopismo literackie „Sur”, w którym czytelnicy mogli po raz pierwszy zetknąć się z utworami nowych pisarzy obu Ameryk i Europy. Ocampo sama tłumaczyła część treści, w tym dzieła takich pisarzy jak  William Faulkner, D.H. Lawrence czy Albert Camus. Magazyn stał się najdłużej istniejącym i najważniejszym periodykiem literackim Ameryki Południowej. Dwa lata po rozpoczęciu działalności czasopisma, Ocampo założyła także wydawnictwo Editorial Sur, w którym ukazały się pierwsze wydania utworów wielu argentyńskich pisarzy, w tym dzieła Jorge Luisa Borgesa. Przez lata jej działalność wywierała znaczący wpływ na życie literackie i kulturalne Argentyny.
W 1953 roku, w ramach fali aresztowań argentyńskiej inteligencji i dysydentów przez rząd Juana Peróna, Ocampo trafiła na miesiąc do więzienia. O jej wolność zabiegała m.in. noblistka Gabriela Mistral.
Poza działalnością na polu literatury, Ocampo zajmowała się również prawami kobiet, wraz z Alicią Moreau de Justo należała do czołowych działaczek argentyńskich. W 1936 roku współzałożyła stowarzyszenie kobiet Unión de Mujeres Argentinas, którego początkowym celem była walka o zachowanie praw obywatelskich wobec zagrożeń ze strony konserwatywnego rządu.
Ocampo została pierwszą kobietą, którą przyjętą do grona członków Academia Argentina de Letras. Otrzymała nagrodę Premio Alberti y Sarmiento oraz nagrodę honorową stowarzyszenia pisarzy argentyńskich Sociedad Argentina de Escritores.
Zmarła 27 stycznia 1979 w rodzinnej willi w San Isidro.

## Odznaczenia
- Orderem Imperium Brytyjskiego III klasy (1965)[1]
- Złoty medal Akademii Francuskiej[5].